# UTADA HIKARU SINGLE CLIP COLLECTION+ VOL.3 UH3+
『UTADA HIKARU SINGLE CLIP COLLECTION+ VOL.3 UH3+』（うただヒカル シングル クリップ コレクション プラス ヴォリューム スリー ユー エイチ スリー プラス）は、2002年9月30日に発売された宇多田ヒカルのビデオクリップ集第3作。

## 解説
- 大ヒットシングル「SAKURAドロップス」のプロモーションビデオ、前作DVD「UH2」に収録の「FINAL DISTANCE」ほか全5曲に加え、各曲のメイキングも収録（「Deep River」は除くがエンドロールに入っている。）。PV集はこれまで「SINGLE CLIP」のみ作られており、初めてアルバム曲のMV「Deep River」が収録されたので、タイトルに「+」が冠されている。
- また、この作品を最後に、ビデオクリップ集・ライブビデオ・シングルでの映像作品(こちらはもともとDVDのみ)のいずれもVHSでリリースされなくなり、DVDのみの販売となる。
- 初動2.6万枚を売り上げ、累積9.2万枚[1]で2002年音楽映像ソフトランキングで年間3位となった。

## 収録内容
1. FINAL DISTANCE
2. traveling
3. 光
4. SAKURAドロップス
5. Deep River
6. Making Of "FINAL DISTANCE"
7. Making Of "traveling"
8. Making Of "光"
9. Making Of "SAKURAドロップス"